# Copa Criciúma
A Copa Criciúma foi uma competição amistosa de futebol masculino sub-17 organizado e sediado pelo Criciúma Esporte Clube entre os dias 24 de junho e 1.º de julho de 2023. O torneio, que surgiu como uma iniciativa para promover o intercâmbio e o desenvolvimento de jogadores, foi disputado por oito clubes, sendo seis brasileiros e dois argentinos. O São Paulo conquistou o título ao vencer o Talleres na disputa por pênaltis.

## Formato e participantes
Com o objetivo de promover o intercâmbio para o desenvolvimento de jogadores, o Criciúma anunciou a organização da competição em um evento em 5 de junho de 2023. Na ocasião, a forma de disputa e os participantes foram anunciados. Dois grupos de quatro clubes foram formados, com os jogos sendo disputados entre integrantes do grupo oposto. Ao término, os dois melhores colocados de cada grupo se classificaram para as semifinais. No total, oito clubes participaram, sendo seis brasileiros, entre eles Criciúma, Coritiba, Grêmio, Internacional, São Paulo e Sport. Os argentinos Newell's Old Boys e Talleres completaram o grupo de participantes. Os jogos foram realizados na cidade de Criciúma, no estádio Heriberto Hülse e no Centro de Treinamento Antenor Angeloni, e também em Cocal do Sul.

## Primeira fase
O jogo de abertura da Copa Criciúma aconteceu em 24 de junho, no estádio Heriberto Hülse, com o anfitrião Criciúma enfrentando o Newell's Old Boys. O clube argentino triunfou por 1 a 0. O término da fase inicial ocorreu em 30 de junho do mesmo mês, definindo as classificações de Grêmio, Newell's Old Boys, São Paulo e Talleres.

## Fases finais
Após a conclusão da primeira fase, os quatro times classificados se enfrentaram em jogos eliminatórios em 30 de junho, realizados no Centro de Treinamento Antenor Angeloni. O São Paulo foi o primeiro clube a garantir a classificação para a final ao vencer o Grêmio por 4 a 0. Posteriormente, o Talleres venceu o Newell's Old Boys pelo placar mínimo. Um dia após a conclusão das semifinais, os vencedores, São Paulo e Talleres, enfrentaram-se no estádio Heriberto Hülse pela decisão da Copa Criciúma. O clube brasileiro conquistou o título após vencer nas cobranças de pênaltis, após um empate por 2 a 2 no tempo regulamentar.
|  | Semifinais                    | Semifinais |       |  | Final                     | Final |  |
|  |                               |            |       |  |                           |       |  |
|  | CT Antenor Angeloni, Criciúma |            |       |  |                           |       |  |
|  | São Paulo                     | 4          |       |  |                           |       |  |
|  | Grêmio                        | 0          |       |  |                           |       |  |
|  |                               |            |       |  |                           |       |  |
|  |                               |            |       |  | Heriberto Hülse, Criciúma |       |  |
|  |                               |            |       |  | São Paulo (p.)            | 2 (7) |  |
|  |                               | Talleres   | 2 (6) |  |                           |       |  |
|  |                               |            |       |  |                           |       |  |
|  |                               |            |       |  |                           |       |  |
|  |                               |            |       |  |                           |       |  |
|  | CT Antenor Angeloni, Criciúma |            |       |  |                           |       |  |
|  | Talleres                      | 1          |       |  |                           |       |  |
|  | Newell's Old Boys             | 0          |       |  |                           |       |  |

### Gerais
As seguintes fontes foram utilizadas para formular as tabelas de classificações da primeira fase:
- «Encerrada a primeira rodada da Copa Criciúma Sub-17». Portal Engeplus. 25 de junho de 2023. Consultado em 4 de abril de 2024. Cópia arquivada em 25 de junho de 2023
- «GRANDES JOGOS NA 2ª RODADA DA COPA CRICIÚMA». Criciúma Esporte Clube. 26 de junho de 2023. Consultado em 4 de abril de 2024. Cópia arquivada em 4 de abril de 2024
- «TIGRE VENCE NA 3ª RODADA DA COPA CRICIÚMA». Criciúma Esporte Clube. 27 de junho de 2023. Consultado em 4 de abril de 2024. Cópia arquivada em 4 de abril de 2024
- «COPA CRICIÚMA SUB-17 CONHECE OS SEMIFINALISTAS». Criciúma Esporte Clube. 29 de junho de 2023. Consultado em 4 de abril de 2024. Cópia arquivada em 4 de abril de 2024

### Específicas
1. ↑  Heitor Machado (15 de junho de 2023). «Copa Criciúma sub-17: coordenador explica importância do torneio e convoca torcida para estreia do Tigre contra o Newell's Old Boys». ge. Consultado em 4 de abril de 2024. Cópia arquivada em 15 de junho de 2023
2. ↑  «Criciúma sediará Copa Sub-17 com clubes nacionais e internacionais». TN SUl. 5 de junho de 2023. Consultado em 4 de abril de 2024. Cópia arquivada em 3 de outubro de 2023
3. ↑  Heitor Machado (24 de junho de 2023). «Copa Criciúma sub-17: veja onde assistir, tabela de jogos e regulamento do torneio». ge. Consultado em 4 de abril de 2024. Cópia arquivada em 25 de junho de 2023
4. ↑  «Copa Criciúma sub-17: confira a tabela com datas e horários dos jogos». NSC Total. 22 de junho de 2023. Consultado em 4 de abril de 2024. Cópia arquivada em 29 de junho de 2023
5. ↑  «Com presença de oito delegações, inclusive internacionais, começa a Copa Criciúma Sub-17». Portal Engeplus. 24 de junho de 2023. Consultado em 4 de abril de 2024. Cópia arquivada em 25 de junho de 2023
6. ↑  «Cocal do Sul será uma das parceiras da Copa Criciúma de Futebol Sub-17». Cocal 360. 6 de junho de 2023. Consultado em 4 de abril de 2024. Cópia arquivada em 10 de dezembro de 2023
7. ↑  «Cocal do Sul receberá Torneio Internacional Sub-17: Copa Criciúma». Rádio Marconi. 19 de junho de 2023. Consultado em 4 de abril de 2024. Cópia arquivada em 4 de abril de 2024
8. ↑  Gabriel Mendes (19 de junho de 2023). «Confira a tabela de jogos da Copa Criciúma Sub-17». 4oito. Consultado em 4 de abril de 2024. Cópia arquivada em 4 de abril de 2024
9. ↑  «Criciúma encara o Newell's Old Boys na estreia da Copa Criciúma Sub-17 no sábado». Rádio Marconi. 21 de junho de 2023. Consultado em 4 de abril de 2024. Cópia arquivada em 4 de abril de 2024
10. ↑  Heitor Machado (24 de junho de 2023). «Copa Criciúma sub-17: Newell's vence o Tigre na abertura do torneio». NSC Total. Consultado em 4 de abril de 2024. Cópia arquivada em 25 de junho de 2023
11. ↑  Heitor Machado (29 de junho de 2023). «Copa Criciúma sub-17 define semifinalistas; confira os jogos». ge. Consultado em 4 de abril de 2024. Cópia arquivada em 2 de julho de 2023
12. ↑  Enio biz (29 de junho de 2023). «Copa Criciúma Sub-17: confrontos das semifinais são definidos». 4oito. Consultado em 4 de abril de 2024. Cópia arquivada em 29 de junho de 2023
13. ↑  Heitor Machado (30 de junho de 2023). «Copa Criciúma: São Paulo goleia o Grêmio e garante vaga na final». ge. Consultado em 4 de abril de 2024. Cópia arquivada em 30 de junho de 2023
14. ↑  «SÃO PAULO E TALLERES NA FINAL DA COPA CRICIÚMA SUB-17». Criciúma Esporte Clube. 30 de junho de 2023. Consultado em 4 de abril de 2024. Cópia arquivada em 4 de abril de 2024
15. ↑  «NOS PÊNALTIS, SÃO PAULO É CAMPEÃO DA COPA CRICIÚMA SUB-17». Criciúma Esporte Clube. 1 de julho de 2023. Consultado em 4 de abril de 2024. Cópia arquivada em 4 de abril de 2024
16. ↑  «São Paulo vence o Talleres e é campeão da Copa Criciúma Sub-17». São Paulo Futebol Clube. 1 de julho de 2023. Consultado em 4 de abril de 2024. Cópia arquivada em 4 de abril de 2024
17. ↑  «São Paulo é campeão da Copa Criciúma sub-17». ge. 1 de julho de 2023. Consultado em 4 de abril de 2024. Cópia arquivada em 1 de abril de 2024
18. ↑  Vinicius Fernandes (5 de julho de 2023). «São Paulo é o campeão da 1ª Copa Criciúma Sub-17». DaBase. Consultado em 4 de abril de 2024. Cópia arquivada em 4 de abril de 2024
19. ↑  Diogo Maçaneiro (1 de julho de 2023). «São Paulo é campeão da Copa Criciúma sub-17». NSC Total. Consultado em 4 de abril de 2024. Cópia arquivada em 1 de julho de 2023